# Thecla gadira
Thecla gadira är en fjärilsart som beskrevs av William Chapman Hewitson 1867. Thecla gadira ingår i släktet Thecla och familjen juvelvingar. Inga underarter finns listade i Catalogue of Life.